# Вайс, Пьер Шарль

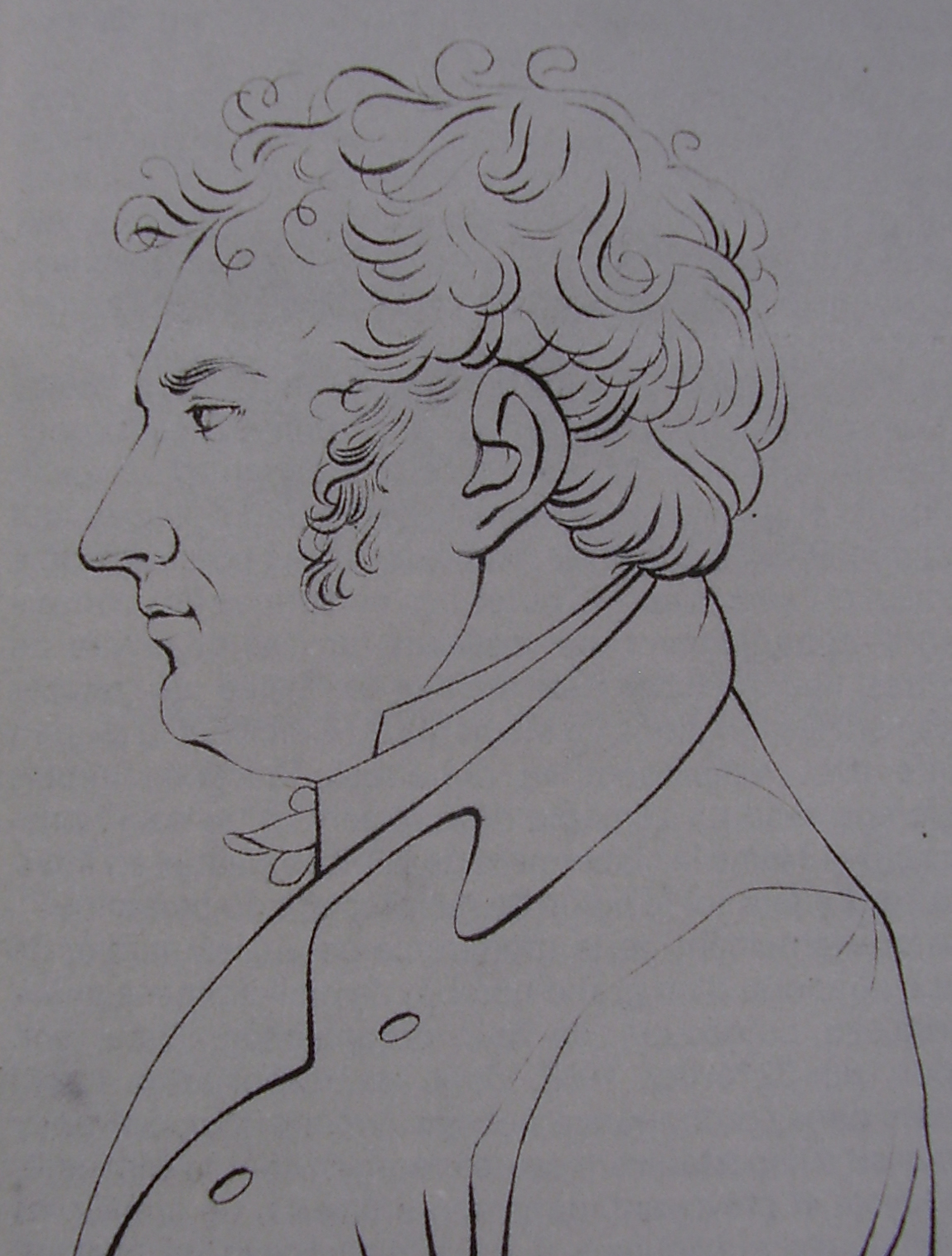
Портрет Пьера Шарля Вайса в молодости

Пьер Шарль Вайс (фр. Pierre Charles Weiss; 15 января 1779, Безансон — 11 февраля 1866, там же) — французский библиотекарь, библиограф и литератор.

## Биография
Друг детства Ш. Нодье . С юности увлёкся литературой, занимался поэзией, написал несколько опубликованных литературных эссе, которые принесли ему в 1807 году признание в академии Безансона.
В 1811 году был назначен куратором-руководителем муниципальной библиотеки Безансона, в которой работал до 1866 г.
При его посредничестве открыто новое здание, специально спроектированное для библиотеки в 1839 году, подготовил первые каталоги и пополнил коллекции библиотеки.
Автор нескольких научных трудов о Франш-Конте и Безансоне. Его основная работа, публикация трудов Антуан Перрено де Гранвела, первого министра и ближайшего советника испанского короля Филиппа II.
Член научных обществ:
- Общества антикваров Франции (с 1808)
- Член — корреспондент Академии надписей и изящной словесности (1832—1866)
- Академии наук, литературы и искусства в Безансоне и Франш-Конте
- Научного общества «Комитет по истории и научным трудам» (1842—1855)